# Les Chansones Populaires
Les Chansones Populaires (француски за Популарне песме) је трећи студијски албум бенда Електрични оргазам. Издао га је Југотон 1983. Албум садржи девет обрада популарних песама на енглеском језику.
Поводом 40. годишњице албума, албум је изашао на плочи, а група је најавила слављеничку турнеју.

## Албум
Албум је снимљен током априла 1983. године у Љубљани. За овај албум, бенд је прешао на музику из 60-их година.

## Списак песама
| №  | Назив                                 | Трајање |  |
| 1. | Locomotion                            | 3:20    |  |
| 2. | Citadel                               | 5:00    |  |
| 3. | Metal Guru                            | 2:50    |  |
| 4. | I'm Waiting for the Man               | 4:30    |  |
| 5. | The Man Who Sold the World            | 3:45    |  |
| 6. | The Man Who Sold the World (наставак) | 1:05    |  |
| 7. | Being for the Benefit of Mr. Kite     | 4:50    |  |
| 8. | When the Music's Over                 | 10:30   |  |
| 9. | Blue Moon                             | 3:05    |  |

## Постава
- Гроф (Јован Јовановић) — бас гитара[7]
- Пико (Иван Станчић) — бубњеви[7]
- Љубомир Јовановић — гитара[7]
- Срђан Гојковић — гитара, главни вокал[7]
- Љубомир Ђукић — клавир, синтисајзер, вокал[7]

## Топ листе

### Недељна листа
| Листа     | Највиша позиција |
| --------- | ---------------- |
| ХР Топ 40 | 3                |

| Листа     | Највиша позиција |
| --------- | ---------------- |
| ХР Топ 40 | 27               |

### Месечна листа
| Листа | Највиша позиција |
| ----- | ---------------- |
| ХДУ   | 5                |